# Marge Be Not Proud
Marge Be Not Proud, llamado Marge, no seas orgullosa en España y El bebé de mamá en Hispanoamérica, es el decimoprimer episodio perteneciente a la séptima temporada de la serie animada Los Simpson, estrenado originalmente el 17 de diciembre de 1995. Fue escrito por Mike Scully y dirigido por Steven Dean Moore. En el episodio, Bart roba un videojuego, pero pronto se arrepiente al ver la desilusión de Marge.

## Sinopsis
Es época navideña y mientras la familia ve un especial de Navidad de Krusty el Payaso, Bart ve un comercial promocionando el videojuego de peleas "Bonestorm" ("Apocalipsis" en Latinoamérica) , y decide que debe tener uno. Sin embargo, Marge se niega a comprárselo, ya que el juego, al estilo de Mortal Kombat, es muy caro y fomenta la violencia, además de que puede distraerlo de sus obligaciones escolares.
Bart trata de obtener el juego por sus propios medios, pero todos sus intentos fallan. En la Mazmorra del Androide, el hombre de las historietas le revela al niño que todas las copias del juego están alquiladas. Sin embargo, todavía había muchas copias de "Gran Handicap de Lee Carvallo". Rechazando la propuesta del dependiente, Bart, ve que Milhouse tiene Bonestorm y lo visita, esperando que se lo preste, pero el segundo no lo quiere compartir y logra que su madre lo eche de la casa.
Desilusionado, Bart visita el local "Try-N-Save", un centro comercial con descuento donde ve una madre comprarle el juego a su hijo. En la sección de electrónica, el joven Simpson nota a Jimbo y a Nelson robando artículos de la tienda. Luego, nota que el aparador con los videojuegos quedó abierto por el descuido de un empleado. Pese a su conciencia, el niño no resiste la tentación y decide robar una copia de Bonestorm escondiéndola en su chaqueta y dirigiéndose a la salida.
Una vez fuera, Bart cree ha logrado su cometido, pero  llama la atención de un guardia de seguridad llamado Don Brodka y le ordena que lo acompañe. Bart es llevado a una oficina, donde Brodka lo tiene detenido y llama a los padres del niño, para revelarles su delito, pero al notar que no respondían les deja un mensaje en su contestador. El niño le dice a Brodka que había aprendido ya la lección y le pide que lo deje ir. El guardia le advierte que no regrese a "Try-N-Save" o de lo contrario tomaría acciones legales por el robo. Bart corre hacia su casa, logra llegar antes que sus padres y borra el mensaje de la contestadora, creyendo haber eludido el problema.
Sin embargo a la mañana siguiente, Marge anuncia su plan por llevar a todos a tomarse una fotografía familiar en la tienda Try-N-Save. Una vez en la tienda, el niño trata de no ser descubierto pero al llegar el momento de la foto, Brodka encuentra a Bart y enseña a todos los presentes la grabación de la cámara de seguridad, que muestra al infante extrayendo el videojuego. 
Los padres de Bart se decepcionan muchísimo con respecto a su hijo. Homer comienza a regañarlo, y Marge, en estado de shock, simplemente lo manda a dormir. Homer decide castigar al niño dejándolo encerrado en su casa, evitando darle ponche ni comida en tres días y vigilando que no robe por tres meses. A medida que pasan los días, Bart es marginado de las actividades familiares, como decorar el árbol de Navidad y hacer muñecos de nieve. El niño termina de ser humillado cuando ve a Nelson, quien lo había incentivado para robar el videojuego, volviendo de otro robo en la tienda.
Bart teme haber perdido el amor de su madre, y decide recuperarlo. Para hacerlo, visita la tienda Try-N-Save, y vuelve a su casa con un bulto bajo su chaqueta. Marge lo enfrenta luego de una pequeña persecución, ya que pensaba que su hijo había vuelto a robar, pero descubre que escondía una bonita foto suya con la inscripción "pagada en su totalidad", como regalo navideño para Marge. La madre coloca la foto de Bart en el cuadro familiar.
Marge queda feliz por la actitud de su hijo, y en gratitud por haber recibido su regalo antes, le adelanta el suyo: una copia del juego "Gran Handicap de Lee Carvallo". Aunque está desilusionado, Bart abraza a su madre, recuperando su cariño y atención.